# Peter Landweber
Peter Steven Landweber (* 17. August 1940 in Washington, D.C.) ist ein US-amerikanischer Mathematiker, der sich mit algebraischer Topologie beschäftigt.
Landweber studierte an der University of Iowa (Bachelor 1960) und der Harvard University (Masterabschluss 1961), wo er 1965 bei Raoul Bott promoviert wurde (Kuenneth Formulas for Bordism Theories). Er war danach Assistant Professor an der University of Virginia (ab 1965) und 1968 bis 1970 an der Yale University. 1967/68 war er am Institute for Advanced Study. Er ging 1970 als Associate Professor an die Rutgers University, wo er seit 1974 Professor war. 1974/75 war er als NATO Fellow an der Universität Cambridge. Seit 2007 ist er Professor Emeritus an der Rutgers University.
Landweber befasste sich insbesondere mit komplexer Bordismentheorie (unter anderem Landweber-Novikov Algebra in den 1960er Jahren). Anfang der 1970er Jahre bewies er sein Exact Functor Theorem, das die Konstruktion einer Homologietheorie aus einem formalen Gruppengesetz erlaubte.  1986 führte er mit Douglas C. Ravenel und Robert E. Stong elliptische Kohomologie ein, eine verallgemeinerte Kohomologietheorie mit Modulformen und elliptischen Kurven.
1989 bis 1992 war er Vorsitzender des Russian Translation Committee der American Mathematical Society, deren Fellow er ist.
Er ist seit 1964 verheiratet und hat zwei Kinder.

## Schriften
- (Hrsg.): Elliptic curves and modular forms in Algebraic Topology ( = Lecture notes in Mathematics. Band 1326). Springer 1988 (Proceedings einer Konferenz am Institute for Advanced Study 1986). Darin: Landweber: Elliptic cohomology and modular forms. S. 55–86; Elliptic genera- an introductory overview. S. 1–10.